# Pantera Bionda
Pantera Bionda è una serie a fumetti italiana di genere tarzanide ideata nel 1948 da Gian Giacomo Dalmasso e dal disegnatore Enzo Magni e pubblicata dalla A.R.C. di Pasquale Giurleo; raggiunge presto un successo notevole arrivando a tirature di oltre centomila copie - un vero record per il mercato italiano del secondo dopoguerra - ma generando scandalo per l’abbigliamento succinto e i comportamenti, facendo finire più volte sotto processo l'editore e subendo numerosi sequestri.  Un lungometraggio inglese del 1953, The Flanagan Boy (Bad Blonde negli Stati Uniti), venne intitolato in Italia come Pantera Bionda al fine di sfruttare la popolarità del personaggio il quale, nonostante la testata fosse ormai chiusa, era ancora presente nell'immaginario collettivo oltre ad aver lasciato un'importante traccia nella storia del fumetto italiano. La serie è considerata un precursore del fumetto erotico in Italia.

## Storia editoriale
La serie esordisce il 24 aprile 1948 come quindicinale ma, dato l'ottimo successo di vendite (circa 100 000 copie a numero), divenne presto settimanale fino alla sua chiusura, avvenuta con il n. 108 del giugno 1950.
A causa del comportamenti aggressivi e spregiudicati della protagonista (lotta alla pari e sconfigge criminali uomini) e del suo abbigliamento (un succinto bikini leopardato), il fumetto attirò su di sé le critiche degli ambienti cattolici e benpensanti, tanto che dopo 40 numeri la pubblicazione venne momentaneamente sospesa e l'editore, Pasquale Giurleo, accusato di oltraggio al pudore. La serie riprenderà con varie modifiche atte sia a coprire il più possibile il corpo del personaggio principale, che a sminuirne gli atteggiamenti considerati troppo "indipendenti".
A causa della morale dell'epoca, gli atteggiamenti della protagonista e il suo abbigliamento discinto attirano l'attenzione della magistratura che incriminò e processò più volte l'editore e la testata finì ripetutamente sotto sequestro. Questo spinse l'editore Giurleo a porre rimedio ponendo un limite agli autori che resero meno disinibita la protagonista e i temi trattati. Le vendite però calarono progressivamente senza che le polemiche fossero sopite: l'editore, infine, decise di chiudere la testata. Poco dopo, nel 1954, venne proposta una ristampa delle prime storie.
Il personaggio viene ripreso nel 1964 sulla scia del successo dei fumetti erotici dalle Edizioni Vita, poi SEAT, proponendo anche storie inedite di realizzazione spagnola, ma senza ottenere grande riscontro.

## Storia
(Introduzione sul primo numero)

### I demoni gialli
Ispirata ad altre eroine "tarzanidi", il personaggio cresce nel Borneo olandese, allevata dalla vecchia cinese Fior di Loto e, insieme allo scimpanzé Tao.
Nei primi episodio si scontra con un gruppo di Soldati fantasma giapponesi, rimasti nel Borneo nonostante la fine della guerra, al comando del crudele capitano Hayakava che la prende anche prigioniera.
Liberatasi grazie all'intervento di Tao riunisce un esercito di pachidermi con cui da l'assalto all'accampamento giapponese devastandolo, ma non trova il capitano Hayakava che nel frattempo aveva guidato una razzia contro il villaggio malese del vecchio capo Puhao.
Pantera Bionda decide di attaccare la colonna del capitano Hayakava ma la carica degli elefanti viene disarticolata dalle mine sapientemente predisposte dall'ufficiale giapponese. Pantera Bionda viene presa prigioniera insieme alle giovani ragazze malesi che erano state rapite nel villaggio di Puhao e per punizione queste ultime vengono a legate a degli alberi sopra uno stagno pieno di caimani. Nel frattempo giunge sul posto Fred Taylor, un giovane e ricco esploratore americano che con un inganno riesce a liberare Pantera Bionda. 
Liberate anche le ragazze malesi Pantera Bionda fa ritorno a casa ma scopre che ne frattempo la vecchia Fiore di Loto è stata rapita dai soldati giapponesi. Insieme a Fred, il suo nuovo alleato, Pantera Bionda ottiene l'aiuto dei guerrieri del villaggio di Puhao con i quali attacca l'accampamento giapponese. L'attacco ha successo e i soldati giapponesi vengono decimati. Pantera Bionda riesce a liberare Fiore di Loto e il capo villaggio Puhao. Nel frattempo il capitano Hayakava, sconfitto, riesce a farsi strada in mezzo ai nemici e ad allontanarsi. Pantera Bionda riesce a rintracciarlo poco dopo in una grotta, dove Hayakava ignaro di essere osservato pratica il Harakiri. "Era una belva crudele, ma era un coraggioso", commenta Fred per poi allontanarsi prendendo sotto braccio Pantera Bionda.

### La setta dei Toughs
Durante una battuta di caccia Pantera Bionda e Fred incontrano Otto Hageman un curioso scienziato tedesco che sostiene di essere a caccia della rara farfalla Vanessa antiopa accompagnato dal suo domestico cinese Lin-Tse. Pantera Bionda subisce nella notte un'aggressione che la mette sulla strada di una setta segreta dedita alla venerazione della dea Kālī. Nel frattempo Otto Hageman si rivela essere in combutta con la misteriosa Reda Morgan implicata con il passato di Pantera Bionda. Pantera Bionda, trovato l'ingresso al tempio segreto vi si addentra sfuggendo al tentativo del sommo sacerdote Alfarabi di sacrificarla alla dea, si addentra in un passaggio segreto. Caduta in un tranello di Alfarabi Pantera Bionda finisce in fondo a un pozzo con i suoi amici, da cui solo molte ore dopo riescono a scappare, per poi raggiungere l'uscita del tempio, giusto in tempo per assistere alla cattura di Hageman e del suo servitore Lin-Tse da parte dei fanatici Toughs. Convinta da Fred, Pantera Bionda ritorna nel tempio dove, insieme, sconfiggono i Toughs mentre il perfido Alfarabi è ucciso dallo scimpanzé Tao. Fred libera Hageman, il quale, di nascosto, consegna al suo servitore un pugnale incaricandolo di uccidere Pantera Bionda.

### La morte nell'ombra
Dopo due tentativi falliti da Lin-Tse, Hageman e il suo servitore ordiscono un nuovo tranello e inducono Pantera Bionda a percorrere un passaggio dove avevano già sparso diverse spine di aloe avvelenate. Pantera Bionda si punge con una delle spine, per fortuna interviene Fred estraendole il veleno e salvandola. Nel frattempo Tao, che aveva visto il cinese spargere il veleno, lo cattura ma questo è prontamente assassinato da Otto Hageman il quale ferisce anche Fred. Con l'obiettivo di ucciderla, Hageman raggiunge Pantera Bionda che, ignara di tutto, è tornata nel Bungalow di Fiore di Loto. Pantera Bionda sconfigge questa nuova minaccia ma Fiore di Loto rimane gravemente ferita e Hageman riesce a fuggire verso la costa

### I pirati
Pantera Bionda e Fred si mettono sulle tracce del tedesco raggiungendo la rada di Neijpang dove affittano una stanza nella locanda di Khio-Khio, un vecchio cinese, ma non sanno che, poco lontano, a bordo del Karaka III si trova Hageman. In combutta con Haddok, il capitano del battello, Hageman, ed alcuni marinai approfittano della notte per tentare il rapimento di Pantera Bionda. Ma grazie a Khio-Khio che li ha prontamente avvertiti Pantera Bionda e Fred hanno la meglio sui rapitori e catturano Hageman che, costretto a parlare, fa il nome della miliardaria di Sumatra Reda Morgan.Hageman confessa di essere stato un ex dipendente del padre di Pantera Bionda e di averne orchestrato la morte dell'intera famiglia insieme a Reda Morgan per ottenere i diritti di sfruttamento su un importante banco di perle e che l'unico ostacolo rimaneva la bambina salvata da Fiore di Loto, avendo ereditato i diritti dei genitori. Pantera Bionda e Fred presa una giunca raggiungono il banco di perle presso l'isola di Tala trascinandosi dietro Hageman. Nel frattempo Haddock, a bordo del Karaka III, raggiunge l'isola di Tala dove in breve riduce in schiavitù la popolazione locale per costringerla a raccogliere le perle in mare. Hageman approfittando della notte riesce a fuggire ma raggiunto da Pantera Bionda viene ucciso. Pantera Bionda è presto raggiunta da alcune fuggiasche dal villaggio di Tala pertanto corre a dare man forte agli indigeni che hanno deciso di liberare i propri compagni, tratti prigionieri, che sulla spiaggia attendono di essere imbarcati. L'attacco ha inizialmente successo fintanto che dal Karaka III non arrivano i rinforzi. Il capitano Haddok respinge gli assalitori finché non viene costretto alla fuga dall'intervento decisivo di Fred. Haddok, con i suoi marinai ormai decimati, si reimbarca sulla scialuppa alla volta del veliero.Pantera Bionda, a bordo di una piroga, si dirige verso il veliero nella speranza di raggiungerlo prima di Haddok in modo da poter liberare gli indigeni che sono già stati imbarcati. Haddok ciononostante riesce a raggiungere il veliero e a catturare Pantera Bionda che fa legare al sartiame della nave. Senza farsene accorgere però Farnell, l'ufficiale in seconda, la libera. Nel frattempo Fred, alla guida di numerose piroghe, arriva in soccorso di Pantera Bionda. Inizia lo scontro e i guerrieri malesi di Fred investono la nave di frecce avvelenate mentre i pirati rispondono con le bombe a mano. Pantera Bionda invece radunati i pescatori di perle si arrampica sulla fiancata della nave e dà l'assalto.
Pantera Bionda vive mille avventure nelle foreste del Borneo, scontrandosi con loschi figuri. Conosce poi un esploratore americano, Fred, con il quale instaura una relazione sentimentale lasciando però chiaramente intendere di sentirsi una donna libera. La serie si chiude con la protagonista che si sposa con Fred.